# 康吉副沙鯰
康吉副沙鯰，為輻鰭魚綱鯰形目北非鯰科的其中一種，分布於非洲剛果河流域，體長可達10公分，棲息在底層水域，屬肉食性，以昆蟲為食，生活習性不明。